# 陳長興

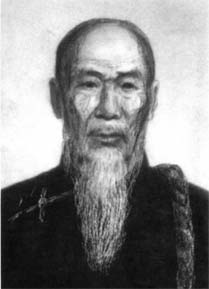
陳長興

陳 長興（ちん ちょうこう、チェン・チャンシン、1771年 - 1853年）は、清朝時代の実在した武術家。中国武術のひとつである太極拳の陳式太極拳中興の祖。陳氏十四世。字は雲亭。

## 概要
姓は、陳。字は雲亭。清国河南省温県陳家溝に生まれる。
父・秉旺に教わった武術を後に改編し、伝わっていた五種の煩雑な套路を整理し、一路（洪砲捶百八拳、五套捶）、二路（陳式長拳、十五洪、十五砲。これを砲捶とも呼ぶ）にまとめた。これは、後に太極拳大架もしくは、老架と呼ばれるようになった。
保標（パオピョウ、ボディーガード）を営み、生計を立てる。
河北省広平府永年県にある薬局「泰和堂」を経営する陳家溝出身の陳徳瑚に雇われた時は、店を護りながら、従業員に武術を教えていた。その時、李伯魁や楊露禅と知り合い、弟子に納めたといわれている。楊露禅は後に楊式太極拳を創立した。
その他の弟子には、子供の陳耕耘、姪の陳花悔、陳懐遠がいる。
著書に「太極拳十大要論」、「用武要言」がある。